# پل میچل
پل میچل سوم (زاده ۱۴ نوامبر ۱۹۵۶ – درگذشته ۱۵ اوت ۲۰۲۱) یک تاجر و سیاستمدار آمریکایی بود که از سال ۲۰۱۷ تا ۲۰۲۱ به‌عنوان نماینده ایالات متحده در حوزه انتخابیه دهم میشیگان  خدمت کرد. او که در بیشتر دوره تصدی خود در کنگره عضو حزب جمهوری‌خواه بود، در دسامبر ۲۰۲۰، سه هفته قبل از خروجش از کنگره، حزب را ترک کرد و مستقل شد. در ژوئیه ۲۰۱۹، میچل اعلام کرد که برای گذراندن زمان بیشتری با خانواده‌اش برای انتخاب مجدد در سال ۲۰۲۰ نامزد نخواهد شد.
میچل در بوستون، ماساچوست به دنیا آمد. بزرگ‌ترین فرزند از شش فرزند، در شهر واترفورد، میشیگان بزرگ شد. میچل در سال ۱۹۷۸ از دانشگاه ایالتی میشیگان با مدرک لیسانس فارغ‌التحصیل شد.

## زندگی شخصی و مرگ
میچل زمانی که در سال ۲۰۰۸ با همسرش شری میچل ازدواج کرد به شهرستان ساگیناو میشیگان نقل مکان کرد. او مدت‌ها ساکن شهرک توماس در نزدیکی ساگیناو بود.
در ژوئن ۲۰۲۱، میچل اعلام کرد که به سرطان کلیه مرحله ۴ مبتلا شده است و تحت عمل جراحی برای برداشتن توده و لخته خون در نزدیکی قلبش قرار گرفته است. او در ۱۵ اوت ۲۰۲۱ در سن ۶۴ سالگی درگذشت.